# Hydromedusa maximiliani
Hydromedusa maximiliani – gatunek żółwia z rodziny matamatowatych (Chelidae).

## Występowanie
Hydromedusa maximiliani występuje endemicznie w południowo-wschodniej Brazylii, w stanach Bahia, Minas Gerais, Espírito Santo, Rio de Janeiro i São Paulo. Obecność tego gatunku jest związana z górzystym lasem deszczowym Mata Atlântica, występuje zazwyczaj w potokach górskich na wysokości powyżej 600 m n.p.m. Gatunek ten występuje w płytkich strumieniach o głębokości od 15 do 100 cm, z czystą, zimną wodą i piaszczystym lub skalistym podłożem. Ze względu na gęste podszycie lasu, strumienie otrzymują niewiele światła słonecznego, co sprawia, że wygrzewanie się jest możliwe tylko w szczelinach wzdłuż strumienia.

## Opis
Jest to niewielki gatunek żółwia, którego pancerz osiąga długość 10–20 cm i masę 120–520 g. Pancerz dorosłego osobnika ma kształt owalny i kolor od ciemnoszarego do ciemno- lub jasnobrązowego. Plastron ma kolor żółty lub kremowy. Gatunek ma średniej wielkości głowę z małym pyskiem i żółtawymi szczękami. Tęczówka oka jest czarna. Grzbietowa powierzchnia głowy, szyi i kończyn jest koloru oliwkowozielonego do szarego z jaśniejszą kremową powierzchnią brzuszną.

## Status zagrożenia i ochrona
W Czerwonej księdze gatunków zagrożonych IUCN posiada status VU – narażony na wyginięcie. Niektóre populacje tego gatunku występują na obszarach chronionych i dlatego zapewnia się im tam pewną ochronę przed wylesianiem i zanieczyszczeniami, które są uważane za główne zagrożenia. W regionach poza tymi obszarami chronionymi zasięg gatunku może ulegać fragmentacji i dlatego w przyszłości żółw ten może stać się coraz rzadszy.